# Doba (ville)
Pour les articles homonymes, voir Doba.
Doba est la onzième ville du Tchad par le nombre d'habitants (18 052 au recensement de 1993).
Elle est le chef-lieu de la région du Logone Oriental et du département de la Pendé.

## Géographie
Latitude : 8.660°N - Longitude : 16.850°E

## Histoire
En 1918, les soldats de la colonie tuent des enfants car leurs parents fabriquent de la bière.
En 1934, est fondée la mission catholique Sainte Thérèse de l’Enfant Jésus de Doba.

## Économie
Avec l'exploitation du pétrole en 2002, l’économie de cette ville est basée essentiellement dans ce domaine, mais il y a aussi de la pêche et de l'agriculture.
Un oléoduc de 1070 km relie Doba à Kribi au Cameroun, donc sur l'océan Atlantique.
Il existe également depuis 2007 au moins  un projet d'oléoduc entre Doba et la mer Rouge, qui traverserait le Soudan voisin.

## Éducation
- Université de Doba

La ville de Doba compte plusieurs écoles primaires et secondaires et un lycée public.

## Administration
Le territoire de la commune de Doba est divisé en quatre arrondissements.
- Ier arrondissement :
  - Quartier Doba Ndoh
  - Quartier Doba Mbaye
  - Quartier Doba Ya
  - Quartier Mission catholique
  - Quartier Gaki
- IIe arrondissement :
  - Quartier Haoussa
  - Quartier Bornou
  - Quartier Arabe
  - Quartier Baguirmi
  - Quartier Divers
- IIIe arrondissement :
  - Quartier Timbi
  - Quartier Takasna
  - Quartier Forgeron
  - Quartier Bédogo
  - Quartier Bédokassa
- IVe arrondissement :
  - Quartier ContonTchad
  - Quartier Béraba
  - Quartier Maïhongo
  - Quartier Yeuldanoum
  - Quartier Ndoubeu Aéroport

## Société
La ville est avec la cathédrale Sainte Thérèse de Doba le siège d'un diocèse catholique depuis 1989.

## Personnalités liées à la ville
- Matibeye Geneviève, chanteuse tchadienne.
- Grace Kodindo, obstétricienne tchadienne.